# Dimitor
Dimitor är en bergskedja i Bosnien och Hercegovina.   Den ligger i entiteten Republika Srpska, i den centrala delen av landet, 130 km nordväst om huvudstaden Sarajevo.
Dimitor sträcker sig 10,3 km i sydostlig-nordvästlig riktning. Den högsta toppen är Mali Dimitor, 1 483 meter över havet.
Topografiskt ingår följande toppar i Dimitor:
- Božino Brdo
- Bunarićki Vrh
- Jankovački Vrh
- Javorak
- Kežića Brdo
- Kik
- Lisina
- Mali Dimitor
- Polom
- Ravni Kraj
- Rust
- Šljeme
- Suhi Vrh
- Tisova Kosa
- Vilani Kamen
- Vrletni Vrh
- Vrščić
- Zabot

Omgivningarna runt Dimitor är en mosaik av jordbruksmark och naturlig växtlighet. Runt Dimitor är det ganska tätbefolkat, med 67 invånare per kvadratkilometer.